# 990 (číslo)
Devět set devadesát je přirozené číslo. Římskými číslicemi se zapisuje CMXC a řeckými číslicemi ϡϟʹ. Následuje po čísle devět set osmdesát devět a předchází číslu devět set devadesát jedna.

## Matematika
990 je:
- Trojúhelníkové číslo
- Abundantní číslo
- Složené číslo
- Nešťastné číslo
- Součet šesti po sobě jdoucích prvočísel (151 + 157 + 163 + 167 + 173 + 179)

## Astronomie
- (990) Yerkes je název planetky hlavního pásu, kterou objevil v roce 1922 George Van Biesbroeck

## Roky
- 990
- 990 př. n. l.